# Leijaholma
Leijaholma är en ö i Finland. Den ligger i Finska viken och i kommunen Kotka i den ekonomiska regionen  Kotka-Fredrikshamn i landskapet Kymmenedalen, i den södra delen av landet. Ön ligger nära Kotka och omkring 120 kilometer öster om Helsingfors.
Öns area är 4,7 hektar och dess största längd är 390 meter i sydöst-nordvästlig riktning. Ön höjer sig omkring 10 meter över havsytan.